# František Stavinoha
František Stavinoha (10. července 1928 Zašová – 8. dubna 2006 Kladno-Švermov) byl kladenský havíř, prozaik, publicista a fejetonista, člen Unie Českých spisovatelů. Podle jeho scénářů bylo natočeno také několik filmů. Čestný občan města Kladna, v letech 1994–1998 byl členem kladenského zastupitelstva jako bezpartijní na kandidátce ČSSD.

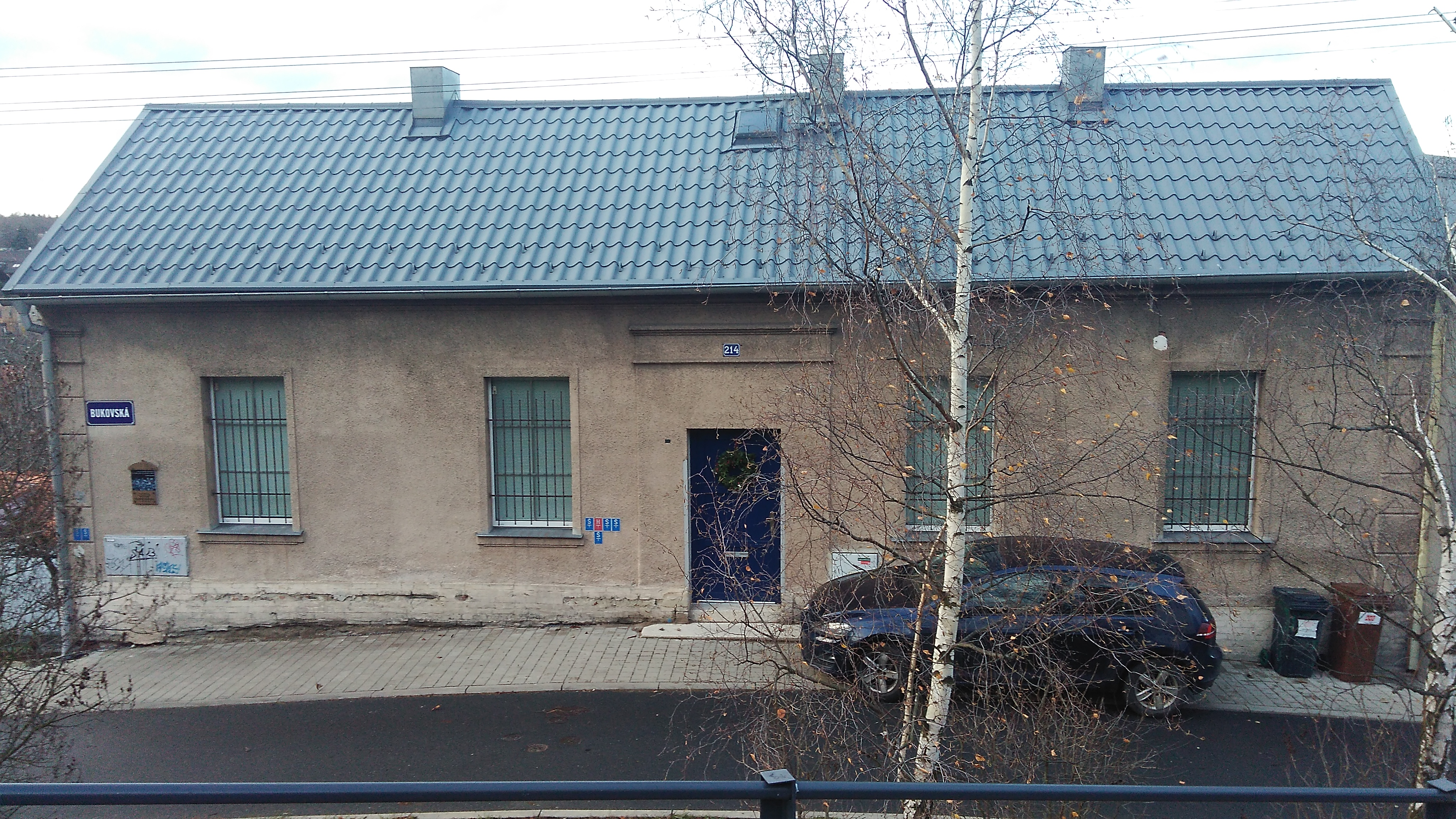
Dům čp. 214 v kladenském Podprůhonu (2019)

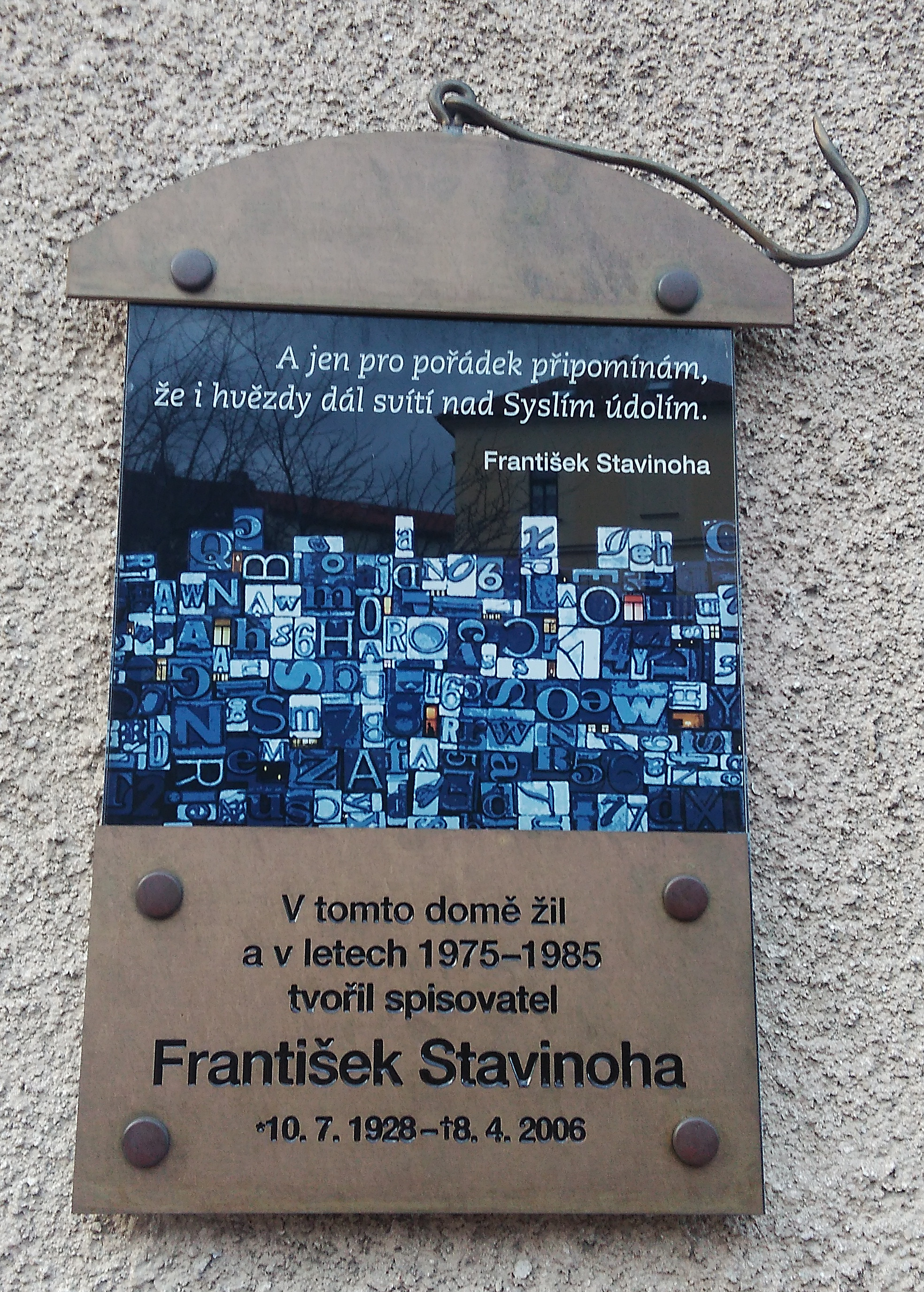
Pamětní deska v kladenském Podprůhonu

## Životopis

### Podprůhon
Mezi roky 1975 a 1985 bydlel v kladenském Podprůhonu, v domě čp. 214 v Bukovské ulici, kde byla 4. června 2016 (34. Kladenské dvorky) odhalena pamětní deska, tu navrhl grafik František Tomík a zrealizoval ji Spolek Podprůhon za finanční podpory kladenského magistrátu. Ve své povídkové sbírce Hvězdy nad Syslím údolím z roku 1981 vykreslil postavičky této svérázné čtvrti, natáčel se zde také stejnojmenný film (trilogie), dokončený v roce 1986.

### Ocenění
- ocenění za vynikající práci
- 1995 cena Jiřího Wolkera od Výboru národní kultury
- 16. prosince 2003 čestné občanství města Kladna

## Dílo

### Scénáře k filmům
- Pravda neroste na višni (1982), režie Oldřich Kosek
- Hvězdy nad Syslím údolím (1986), režie František Filip
  - O krásných nožkách Anduly Bláhové (1986)
  - Životní román Mudr. Diany Filipové (1986)
  - Zvláštní případ Josefa Satrana (1986)
- Kolotoč a devět vnuků (1989), režie Alexej Nosek
- k několika dílům televizního cyklu Bakaláři

### Adaptace díla
- Figurky ze šmantů (1986), triptych povídek: režie Martin Faltýn Jan Kubišta Radovan Urban